# Liste des îles d'Ouganda
Voici une liste des îles appartenant à l'Ouganda
Sur le lac Victoria :
- Archipels des îles Sese (84 îles)
  - groupe Bugala
    - Île Bugala, la plus grande île du pays

  - groupe Buvuma
    - Île Buvuma
    - Île Bugaia
    - Île Yuweh

  - groupe Koome
    - Île Bulago
    - Île Damba
    - Île Kayaga
    - Île Koome
    - Île Luwaji
    - Île Ngamba

  - incertain
    - Île Bubembe
    - Île Bulingugwe

L'île Migingo a été revendiquée par l'Ouganda au cours des années 2000, mais son appartenance au Kenya a été acceptée par les deux pays en 2009. 
Le lac Édouard et le lac Albert ne possèdent aucune île[réf. nécessaire].
Sur le lac Kyoga :
- nombreuses petites îles